# Vitsvansgnu
Vitsvansgnu eller vitsvansad gnu (Connochaetes gnou) är en art i släktet gnuer.

## Utseende
Med en mankhöjd av cirka 1,20 meter är den lite mindre än strimmig gnu. Den vita svansen skiljer sig tydlig från den i övrigt svarta pälsen. Kroppslängden med svans är 2,1 till 2,4 meter och svanslängden 0,3 till 0,45 meter. Honor är med en vikt av 110 till 122 kg mindre än hannar som väger 140 till 157 kg. På bålen är pälsen mörkbrun till svart och även svansens övre del är mörk. I ansiktet finns borstlika långa hår och även vid halsen och mellan de främre extremiteterna är håret längre. På halsens baksida finns en vit man med svarta hårspetsar. Hos bägge kön finns horn som är böjda framåt och uppåt. Hos hannen bildar hornens rot ett slags hjälm.

## Utbredning
Arten förekommer naturligt i Sydafrika, Swaziland och Lesotho. I de senare två var vitsvansgnu utrotad vid slutet av 1800-talet men den blev framgångsrik återintroducerad. Dessutom finns arten i några privata inhägnader i Namibia.

## Ekologi
Vitsvansgnu livnär sig främst av gräs och ibland av blad. Habitatet är den öppna savannen med några glest fördelade buskar. Utbredningsområdet ligger huvudsakligen 1350 till 2150 meter över havet.
Honor och deras ungdjur lever i flockar som vandrar genom hannarnas revir. Dessutom finns ungkarlsflockar. Individerna är aktiva på dagen (främst på morgonen och på eftermiddagen) men vilar under dagens hetaste timmar. Ofta dokumenteras blandade flockar med andra arter av underfamiljen Alcelaphinae.
Ungdjur faller ofta offer för fläckig hyena och äldre exemplar jagas främst av lejonflockar. Allmänt är alla stora rovdjur som lever i samma region potentiella fiender.

## Status
Arten är idag mera sällsynt än strimmig gnu. Under slutet av 1800-talet var de nästan utrotade, men numera har arten återhämtat sig och beståndet uppskattas till 18 000 individer (uppskattning för 2008).